# Liste von Persönlichkeiten der Stadt Lützen

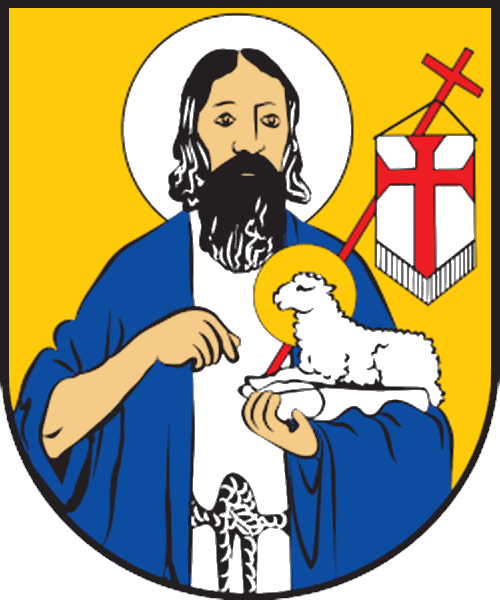
Wappen der Stadt Lützen

Die Liste von Persönlichkeiten der Stadt Lützen enthält Personen, die in der Geschichte der Stadt Lützen in Sachsen-Anhalt eine nachhaltige Rolle gespielt haben. Es handelt sich dabei um Persönlichkeiten, die Ehrenbürger von Lützen sind, hier geboren wurden oder gestorben sind und in Lützen gewirkt haben.
Für die Persönlichkeiten aus den nach Lützen eingemeindeten Ortschaften siehe auch die entsprechenden Ortsartikel.

## Ehrenbürger des Ortsteils Zorbau (2011 eingemeindet)
- 29. Mai 2008: Horst Geldermann, Projektplaner des Industriegebiets, dessen Name für immer mit der positiven wirtschaftlichen Entwicklung der Region in Verbindung bleiben wird[1]

## Söhne und Töchter der Stadt

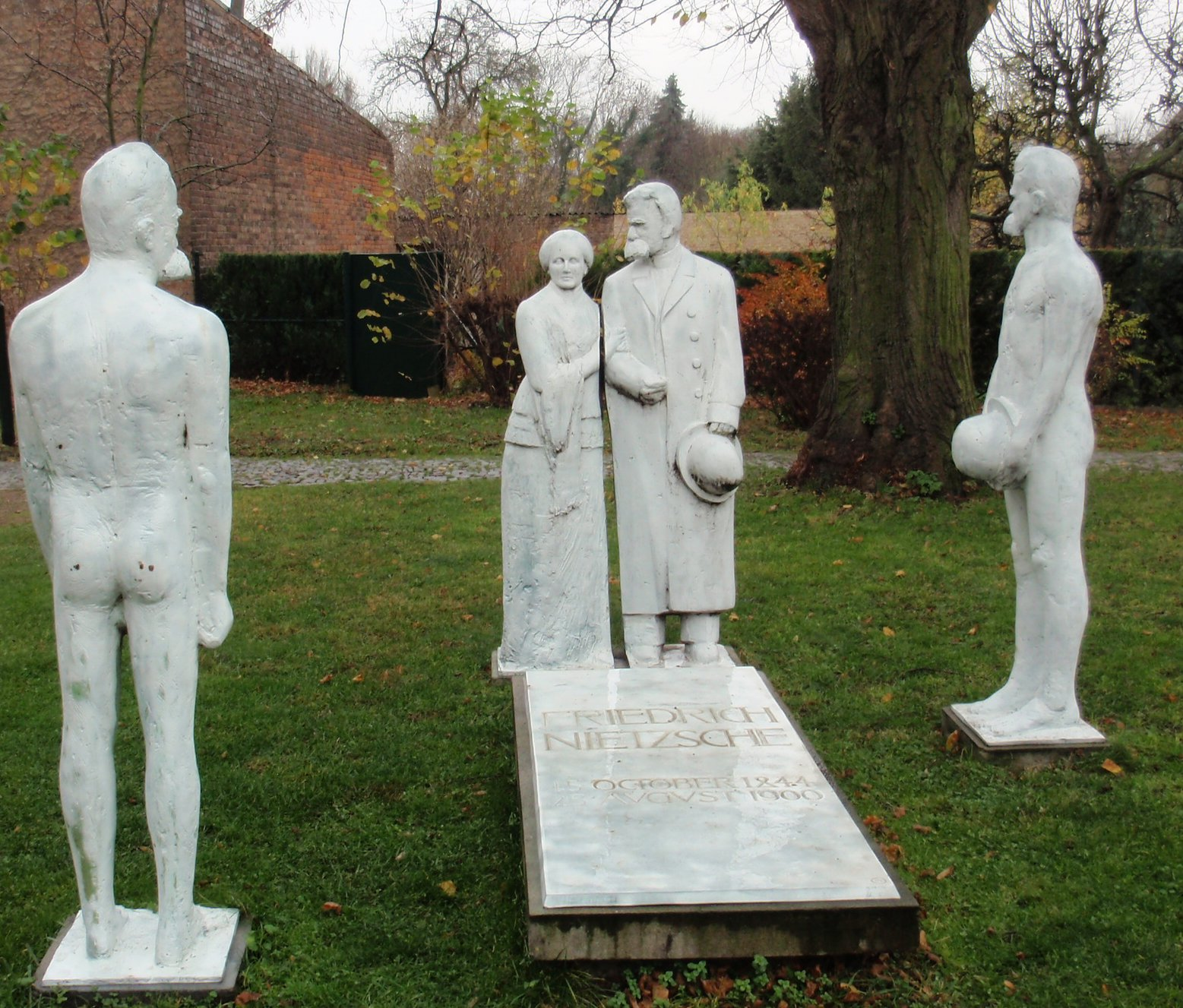
Skulpturengruppe „Röckener Bacchanal“ bei Nietzsches Grab in Röcken

- Thomas Hartmann (1548–1609), evangelischer Theologe und Kirchenlieddichter
- Gottfried Steinbrecher (1662–1732), Schulrektor und Philologe
- Johann Gottfried Seume (1763–1810), Schriftsteller und Dichter, geboren in Poserna
- Gustav Senfft von Pilsach (1790–1867), königlich-sächsischer Generalleutnant
- Joseph Gautier (1794–1846), Seiltänzer, Kunstreiter und Zirkusdirektor
- Carl Louis Oertel (1825–1892), Militär-Musikdirektor, Kammermusiker, Unternehmensgründer und Musikverleger
- Franz Theodor Förster (1839–1898), evangelischer Theologe und Professor an der Universität Halle
- Otto Flügel (1842–1914), evangelischer Theologe und Philosoph
- Friedrich Nietzsche (1844–1900), Philosoph, Dichter und klassischer Philologe, geboren in Röcken
- Arthur Langhammer (1854–1901), Maler und Illustrator
- Emil Bautzmann (1863–1937), Baumeister der Gustav-Adolf-Gedächtniskapelle
- Kurt Brand (1877–1952), Hochschullehrer für pharmazeutische Chemie in Gießen und Marburg
- Walther Kaufmann (1887–1965), Wasserbauingenieur
- Karl Gutjahr (1894–1971), Politiker (KPD, SED)
- Alfred Baumann (1895–1961), Politiker (SPD, USPD, KPD, SED), Redakteur, Kolumnist und Widerstandskämpfer gegen den Nationalsozialismus
- Rosa Lettner (1903–1980), Politikerin (KPD, SED) und Frauenfunktionärin, Erste Vorsitzende des Demokratischen Frauenbundes Deutschlands (DFD) im Bezirk Halle
- Regina Boritzer (1909–unbekannt), deutsch-israelische Sozialarbeiterin und Flüchtlingshelferin
- Kurt Krötzsch (1909–1945), Turner
- Georg Ritzschke (* 1927), Wirtschaftswissenschaftler und Hochschullehrer
- Wilfried Gunkel (1930–2005), Meeresbiologe
- Wilfried Loll (* 1945), im Stadtteil Rippach geborener Schauspieler und Regisseur
- Michael-Christfried Winkler (* 1946), Organist, Dirigent und Hochschullehrer
- Rolf Kutzmutz (* 1947), Politiker (Die Linke), 1994–2002 MdB
- Günther Rothe (* 1947), Musiker, Maler, Designer und Ausstellungsmacher
- Clemens Schwalbe (* 1947), Politiker (CDU)
- Ottomar Sachse (1951–2023), Boxer
- Volkmar Röhrig (* 1952), Schriftsteller und Hörspielautor
- Klaus Kabitzsch (* 1953), Ingenieur und Professor für Technische Informationssysteme
- Thomas Bischoff (* 1957), Theaterregisseur
- Fritz-Gerald Schröder (* 1961), Professor für Gemüsebau

## Persönlichkeiten, die mit der Stadt in Verbindung stehen
- Gustav II. Adolf (1594–1632), war von 1611 bis 1632 König von Schweden und eine der wichtigsten Figuren der schwedischen Geschichte und des Dreißigjährigen Krieges, starb bei Lützen
- Catharina Elisabeth Heinecken (1683–1757), Blumenmalerin, Kunstgewerblerin und Alchemistin sowie Mutter eines vielbeachteten Wunderkindes, starb in Lützen
- Bernhard Becker (1826–1882), Gründer und später Vorsitzender des Allgemeinen Deutschen Arbeitervereins (ADAV) sowie Schriftsteller, starb in Lützen
- Leo Nowak (* 1929), Bischof des Bistums Magdeburg, war von 1960 bis 1961 als Vikar in Lützen tätig
- Dr. Inger Schuberth (* 1943), Sekretär der Schwedischen Lützen-Stiftung mit Sitz in Göteborg, seit 2018 Ehrenbürgerin der Stadt Lützen